# اوروویل (کمون)
اوروویل (به فرانسوی: Aureville) یک کمون در فرانسه است که در اوت-گارون واقع شده‌است. اوروویل ۶٫۸۰ کیلومتر مربع مساحت دارد ۱۴۰ متر بالاتر از سطح دریا واقع شده‌است.